# Берчикон-бай-Аттикон
Берчикон-бай-Аттикон (нем. Bertschikon bei Attikon) — бывшая коммуна в Швейцарии, в кантоне Цюрих. 1 января 2014 года вошла в состав коммуны Визенданген.
Входит в состав округа Винтертур. Население составляет 999 человек (на 31 декабря 2007 года). Официальный код — 0212.